# Alden Ehrenreich
Alden Caleb Ehrenreich (/ˈɛrənraɪk/; sinh ngày 22 tháng 11 năm 1989) là một diễn viên người Mỹ.

## Danh sách phim

### Điện ảnh
| Năm  | Phim                         | Vai              | Đạo diễn               | Ghi chú |
| ---- | ---------------------------- | ---------------- | ---------------------- | --- |
| 2008 | Switcheroo!                  | Dan              | Bryan Basham           | Phim ngắn |
| 2009 | Tetro                        | Bennie Tetrocini | Francis Ford Coppola   | |
| 2009 | Greased                      | Ben              | Roxine Helberg         | Phim ngắn |
| 2010 | Somewhere                    |                  | Sofia Coppola          | Không được ghi danh |
| 2010 | Ten Fingers                  | Harry            | Sam Boyd               | Phim ngắn |
| 2011 | Twixt                        | Flamingo         | Francis Ford Coppola   | |
| 2011 | A Dentist                    | Alan Goldenberg  | Joshua Margolin        | Phim ngắn |
| 2013 | Beautiful Creatures          | Ethan Wate       | Richard LaGravenese    | Đề cử – Teen Choice Award for Choice Movie Actor: Romance Đề cử – Teen Choice Award for Choice Movie: Liplock (nhận cùng Alice Englert) |
| 2013 | Stoker                       | Whip Taylor      | Chan-wook Park         | |
| 2013 | Blue Jasmine                 | Danny Francis    | Woody Allen            | Đề cử – Gold Derby Award for Best Ensemble Cast |
| 2013 | Teenage                      | 1940s Teenager   | Matt Wolf              | Phim tài liệu |
| 2013 | Maple Leaves                 | Jesse            | Sophie Brooks          | Phim ngắn |
| 2015 | Running Wild                 | Eli              | Melanie Shaw           | |
| 2016 | Hail, Caesar!                | Hobie Doyle      | Joel Coen & Ethan Coen | Đề cử – Chicago Film Critics Association Award for Best Supporting Actor Đề cử – Detroit Film Critics Society Award for Best Supporting Actor Đề cử – Georgia Film Critics Association Award for Breakthrough Actor Đề cử – Golden Schmoes Award for Breakthrough Performance of the Year Đề cử – Indiewire Critics' Poll Award for Best Supporting Actor Đề cử – International Cinephile Society Award for Best Supporting Actor Đề cử – International Online Cinema Award for Best Supporting Actor Đề cử – San Diego Film Critics Society Award for Breakthrough Artist Đề cử – San Diego Film Critics Society Award for Best Comedic Performance Đề cử – Village Voice Film Poll Award for Best Supporting Actor |
| 2016 | Rules Don't Apply            | Frank Forbes     | Warren Beatty          | Đề cử – Georgia Film Critics Association Award for Breakthrough Actor |
| 2017 | The Yellow Birds             | Brandon Bartle   | Alexandre Moors        | |
| 2018 | Solo: Star Wars ngoại truyện | Han Solo         | Ron Howard             | |
| 2023 | Oppenheimer                  |                  |                        | |

### Truyền hình
| Năm  | Phim                           | Vai         | Ghi chú                      |
| ---- | ------------------------------ | ----------- | ---------------------------- |
| 2005 | Supernatural                   | Ben Collins | Tập: "Wendigo"               |
| 2006 | CSI: Crime Scene Investigation | Sven        | Tập: "Built to Kill, Part 2" |